# Oxyethira forcipata
Oxyethira forcipata is een schietmot uit de familie Hydroptilidae. De soort komt voor in het Nearctisch gebied.